# Taxman
Pour le film, voir Taxman (film).
Pistes de Revolver
Eleanor Rigby
Taxman est une chanson des Beatles, écrite par George Harrison. Elle ouvre leur septième album Revolver, paru le 5 août 1966 en Grande-Bretagne et trois jours plus tard aux États-Unis. Le guitariste chante à la première personne, endossant le rôle d'un percepteur d'impôts dont il fait une critique acerbe. Contrairement à l'habitude, le solo de guitare, entendu deux fois dans la chanson, est joué par Paul McCartney, et non Harrison.

## Genèse
Le rapport de George Harrison avec l'argent est particulier au sein des Beatles. En effet, dès leurs débuts, il est le seul à relire entièrement les contrats, afin de savoir très exactement combien ils gagnent. Il prend peu à peu ses distances avec l'argent au fur et à mesure de son intérêt croissant pour les religions orientales.
Harrison trouve l'idée de la chanson en constatant le peu d'argent qu'il lui reste après avoir payé ses impôts au percepteur (taxman en anglais). La fin des tournées mondiales effrénées lui permettant enfin d'examiner avec attention sa comptabilité, il s'aperçoit effectivement que ses revenus sont imposés au taux maximal, à savoir 96 %, et qu'il n'est pas aussi riche qu'il le pensait. Il explique ainsi avoir écrit Taxman à partir du moment où il a compris que la majeure partie de l'argent que les Beatles gagnaient était perdue en taxes : « J'ai découvert que je payais une quantité d'argent énorme au percepteur. Tu es si heureux quand tu commences enfin à voir que tu gagnes de l'argent. Puis tu découvres le percepteur ».
La version finale et enregistrée de la chanson a été beaucoup retravaillée. La première version montrait une totale absence d'humour. Les rimes étaient également plus pauvres, « get some bread » rimant avec « before you're dead ». Elle ne faisait pas non plus mention du Premier ministre britannique Harold Wilson et du leader de l'opposition, Edward Heath. Ces deux hommes politiques ne sont ajoutés que lors de l'enregistrement, devenant ainsi les deux premières personnes vivantes à être citées dans une chanson des Beatles.
John Lennon a expliqué dans son interview au magazine Playboy en 1980 qu'il a injecté quelques idées dans la chanson. Cependant, il n'est pas cité lorsque George Harrison relate la genèse de la chanson dans son autobiographie, I, Me, Mine, fait qui le contrariera beaucoup.

## Enregistrement
Le jeudi 21 avril 1966, les Beatles sont aux studios EMI pour une longue séance de douze heures, au cours de laquelle ils travaillent sur And Your Bird Can Sing et Taxman. Quatre prises rythmiques de cette dernière sont enregistrées, mais le groupe discute encore beaucoup de la meilleure structure pour la chanson. Le lendemain, ils décident malgré tout de repartir de zéro et enregistrent une nouvelle piste rythmique. Les vocaux viennent s'ajouter et la chanson commence à prendre forme, mais est encore bien différente du résultat final. Par exemple, les « Ah ah, Mister Wilson, Ah ah, Mister Heath » moqueurs chantés par Paul McCartney et John Lennon ne sont pas encore présents ; à la place, ils chantent trois fois et très rapidement « Anybody gotta bit of money? ». Cette version est disponible sur la compilation Anthology 2.
Contrairement à l'habitude, c'est Paul McCartney qui joue le solo de guitare, alors que c'était plutôt le rôle de Harrison, guitariste attitré du groupe. Audible après les deux premiers couplets et le pont — on l'entend en fait deux fois, puisqu'il est directement copié à la fin du morceau —, le solo satisfait beaucoup George Harrison, expliquant que McCartney y a ajouté une « petite touche indienne » pour lui.
Le travail sur la chanson est achevé le 22 avril, avec des overdubs d'une cloche et des allusions à Wilson et Heath. Sur le pressage français initial de Revolver le décompte du début (« One, two, three, four ») a disparu, sans doute parce qu'il a été pris pour des informations techniques de début de bande.
Dans The Beatles As Musicians, Walter Everett émet l'hypothèse que ce « One, two, three, four » prononcé d'une voix sinistre serait un écho volontaire du « One, two, three, four » joyeux qui introduit I Saw Her Standing There sur Please Please Me marquant ainsi la désolation du musicien et sa désillusion. Le décompte d'intro de cette chanson a connu le même sort, supprimé de l'album par un technicien, lorsque Vee-Jay Records publia l'album Introducing… The Beatles.

### Interprètes
- John Lennon – chœurs
- Paul McCartney – chœurs, guitare solo, basse
- George Harrison – chant, guitare rythmique
- Ringo Starr – batterie, tambourin, cowbell

### Équipe technique
- George Martin - production
- Geoff Emerick - ingénieur du son
- Phil McDonald - ingénieur du son assistant

## Paroles et musique
Dans la chanson, George Harrison incarne non pas une victime du système mais un receveur des impôts particulièrement zélé, prêt à taxer tout et n'importe quoi : la rue si on conduit une voiture, le siège si on essaie de s'asseoir, la chaleur si on a trop froid, les pieds si on veut se promener. Ce collecteur explique également que « si 5 % paraissent insuffisants » (pourcentage restant des revenus après taxation), il faut plutôt le remercier de ne pas tout prendre. Harold Wilson et Edward Heath, alors respectivement Premier ministre et leader de l'opposition, sont cités dans la chanson d'une façon moqueuse pour leur contribution aux lois sur l'imposition.
Plus loin, les droits de succession — paiement des impôts après sa mort, un comble pour Harrison — sont également repris, dans le passage « Now my advice for those who die: declare the pennies on your eyes » (« Maintenant mon conseil pour ceux qui meurent : déclarez les pennies sur vos yeux »).
Au cours de sa carrière solo, George Harrison a lui-même interprété sa chanson à plusieurs reprises, et les paroles ont dû évoluer en fonction des problématiques de l'actualité. Ainsi, lors de sa tournée au Japon en 1991, les politiciens cités sont le Britannique John Major, l'Américain George Bush père, et le Russe Boris Eltsine. Les thèmes abordés comprennent également la TVA et les personnes obèses, dont le taxman est prêt à taxer le surpoids.
Le morceau ouvre l'album Revolver par un « One, two, three, four, one, two » prononcé par McCartney. On peut entendre quelqu'un tousser à l'arrière. La basse et la guitare rythmique entament en premier la partie musicale. Harrison commence à chanter, et la structure reste régulière jusqu'au premier refrain où Starr commence à jouer. Les 75 premières secondes suivent ce schéma, avec les jeux de basse et de guitare qui restent les mêmes, répétés plusieurs fois et un jeu de batterie plus important pendant les refrains. Puis, le groupe, en chœur, lance un « Taxman » qui introduit le premier solo de guitare qui dure une dizaine de secondes. La suite du morceau reprend la structure décrite plus haut, jusqu'à la fin, où le deuxième solo (identique au premier) clôt la chanson par un effet de fondu.

## Réédition
Taxman est sortie, le 14 octobre 2022, en lyrics video, réalisée par Danny Sangra, deux semaines avant la mise en marché de l'album remixé. Comme pour le reste de celui-ci, on a utilisé un algorithme d'intelligence artificielle, développé par la WingNut Films Productions Ltd de Peter Jackson et utilisé pour le documentaire The Beatles: Get Back, afin d'effectuer la séparation des sons d'origine. Elle est aussi rajoutée, l'année suivante, à la compilation The Beatles 1962–1966 aussi connu du nom « Album rouge ».

## Reprises
George Harrison reprend son titre le 5 avril 1992 comprenant plusieurs variations dans le texte et les arrangements. Une répétition a été filmée pour la presse, dont la chaîne MTV, enregistrée au studios de Shepperton en préparation du spectacle au Royal Albert Hall afin de promouvoir le Natural Law Party.
D'autres artistes ont repris la chanson parmi lesquels :
- The Music Machine sur Turn On the Music Machine (1966) ;
- Junior Parker sur The Outside Man (1970);
- Black Oak Arkansas sur Ain't Life Grand (live, 1975) ;
- Deighton Family sur Mama Was Right (1980) ;
- Rockwell, alias Kenneth Gordy (1984) ;
- Gérard Pansanel & Antonello Salis (1990) ;
- Yukihiro Takahashi sur Mr YT (1994) ;
- Stevie Ray Vaughan sur Greatest Hits (1995);
- Rootjuice sur Rhubarb (1997) ;
- Pat Travers sur Blues Trax2 (1998) ;
- Les Claypool sur Gathering of the Vibes: Bridgeport, (live, 2000) ;
- Tom Petty and the Heartbreakers au Concert for George (2003).
- Bill Wyman's Rhythm Kings sur Just for a Thrill (2004) ;
- Loose Ends sur The Freakbeat Scene (2005) ;
- Nickel Creek sur Telluride Bluegrass Festival : Thirty Years (2005) ;
- Franz Ferdinand sur le DVD You Could Have It So Much Better (2005) ;
- Beatallica l'a mélangé avec Enter Sandman de Metallica ;
- Weird Al Yankovic en a fait une parodie intitulée Pac-Man.